# BMW F 650-serie
De BMW F 650-serie is een serie motorfietsen van het merk BMW.

## Voorgeschiedenis
Al in 1989 viel bij BMW het besluit om motorfietsen te gaan ontwikkelen voor de "instapklasse". De K 75's waren de lichtste modellen, maar die waren inmiddels zo duur geworden dat ze voor beginnende motorrijders onbetaalbaar waren. Om de prijs laag te houden, besloot men niet zelf een motor te ontwikkelen, maar samenwerking te zoeken met een andere fabrikant. De contacten met Aprilia liepen goed, maar in feite had Aprilia interesse in BMW- blokken om daarmee zelf zwaardere motorfietsen te gaan produceren. De Aprilia Pegaso 650 had echter precies het motorblok dat BMW nodig had, en zo begon in 1990 het "Project E169". In de winter van 1991 werd besloten dat Rotax, de leverancier van de Aprilia blokken, deze ook voor BMW zou gaan produceren, waarbij de productie in de fabriek van Aprilia zou gaan plaatsvinden. Om alles goed te laten verlopen, plaatste BMW mensen in de beide fabrieken. Het ontwerp zou door BMW zelf ter hand worden genomen. Verschillende ontwerpers toonden hun ideeën, waarna het ontwerp van de Brit Martin Longmore werd gekozen. Hij had overigens al eerder gewerkt aan de ontwerpen van de K 100 RS en de K 1100 RS. Begin 1992 werd bij Aprilia een eerste model op ware grootte gebouwd, terwijl Showa opdracht kreeg een voorvork te ontwikkelen. Pirelli en Metzeler zorgden voor de semi-terreinbanden en Brembo voor de schijfremmen rondom.
Het blok werd niet zo maar overgenomen: BMW wijzigde de vijfklepskop in een vierklepskop met dubbele bovenliggende nokkenassen, de rollagers werden vervangen door glijlagers, de kleppendekselpakking werd vervangen door een rubber exemplaar (voor een betere geluidsdemping) en voor de nokkenasaandrijving werd de morseketting vervangen door een rollenketting.
In de loop van 1993 werden machines gebouwd, die voor 80 tot 95% uit originele onderdelen bestonden, en werden de eerste tests uitgevoerd. In de zomer van 1993 startte de eerste serieproductie. Deze voorserie van 40 motorfietsen werd opnieuw uitgebreid getest, en in september 1993 werd de BMW F 650 op de IAA in Frankfurt tentoongesteld. Om de "pretfactor" te benadrukken was al de naam "Fun Bike" voorgesteld, maar omdat de F 650 een allroad was, werd een combinatie tussen "Fun" en "enduro" bedacht: Funduro. Dit werd de bijnaam die BMW de motorfiets zelf mee gaf, maar niet als officiële typeaanduiding.

## F 650-serie
Onder BMW-rijders was er wel enige kritiek op de F 650, vooral vanwege het ontbreken van typische BMW-kenmerken zoals een cardanaandrijving en het feit dat de machine niet in eigen huis ontwikkeld was of zelfs gebouwd werd. Maar de 'vaste' BMW-rijders vormden nu juist niet de doelgroep voor deze motorfietsen. Cardanaandrijving zou de prijs enorm opgedreven hebben - en bovendien veel te zwaar zijn geweest voor een machine die juist licht moest worden gebouwd. De dwarsgeplaatste motor leende zich ook minder voor cardanaandrijving, omdat dan een haakse overbrenging in de aandrijving gemaakt had moeten worden. Door de toepassing van kettingaandrijving kon het Aprilia Pegaso-frame vrijwel onveranderd worden overgenomen. Vanaf 1999, toen de GS-modellen werden geïntroduceerd, werd de productie verplaatst naar de BMW-fabriek in Berlijn. Toen de serie in 2004 motorisch werd opgewaardeerd, verscheen er ook een nieuwe bagagedrager, waar een topkoffer rechtstreeks op gemonteerd kon worden, en kreeg de voorpartij een wat andere vorm.

### Motor
De Rotax-motor was zoals gezegd door BMW flink gewijzigd, om de betrouwbaarheid te verhogen, de onderhoudsintervallen te vergroten en vooral om nog jaren aan de milieueisen te kunnen voldoen. Het was een vloeistofgekoelde staande eencilinder-viertaktmotor met dubbele bovenliggende nokkenassen en vier kleppen. Krukas en drijfstang draaiden op glijlagers. Er was een dry-sumpsmeersysteem toegepast. Dit blok leverde 48 pk bij 6.500 tpm. en het maximum koppel bedroeg 57 Nm bij 5.200 tpm. Er was een droge meervoudige platenkoppeling toegepast, en de motor had vijf versnellingen. In 2004 werden de F 650-motor opgewaardeerd met een nieuw motormanagementsysteem en Twin Spark-cilinderkoppen.

### Rijwielgedeelte
De F 650 had een semi-dubbel wiegframe met een centrale bovenbuis, die tevens als oliereservoir dienst deed. De machine had als eerste BMW kettingaandrijving. De BMW typerende enkelzijdige wielophanging was vervallen: de F 650 had een normale swingarm achtervork en een niet-instelbare telescoopvork. Achter was een enkel demperelement (monovering) geplaatst, dat via een linksysteem werkte. Veervoorspanning en demping waren instelbaar. De banden waren geleverd door Pirelli en er waren normale spaakwielen gebruikt - en dus niet de voor tubelessbanden geschikte kruisspaken. De wielbasis bedroeg 1480 mm, de balhoofdhoek 62° en de naloop 110 mm.

### Uitrusting
Voor BMW-begrippen was de F 650 bijzonder karig uitgerust. Dat moest ook wel, want de prijs moest zo laag mogelijk blijven. De F 650 had totaal geen bagagemogelijkheden: een topkoffer moest extra worden betaald. Dat gold overigens ook voor de middenbok, die niet standaard werd geleverd.

### Modificaties
De modificaties die in de loop der jaren werden toegepast waren minimaal, en zelden nodig om ontwerpfouten te herstellen. In 1995 werd een ongeregelde katalysator standaard ingebouwd. Deze was al vanaf het begin als accessoire leverbaar geweest. Het balhoofdlager werd ingekapseld om het tegen regenwater te beschermen. Vanaf 1996 werd de middenbok standaard geleverd. Ook kwamen er meer kleuren beschikbaar.

### F 650
Bij de F 650 waren wel enkele optische "aardigheidjes" toegepast, zoals het minuscule ruitje, dat onmogelijk kon dienen om de rijder tegen de elementen te beschermen, en de kunststof beugel rondom het achterwiel. Deze had wel een functie: het was wettelijk verplicht het achterwiel af te schermen, en zo voorkwam men het gebruik van een groot en lelijk spatbord. Onder het motorblok was een kunststof beschermkap aangebracht, om het "allroad" karakter te benadrukken. De tank liep naadloos over in een tophalf kuipje, zoals dat bij de Dakar-machines gebruikelijk was. De F 650 kwam in 1993 op de markt. In Nederland was de "kale" prijs fl 13.950,=. Het allroadkarakter was alleen uiterlijk vertoon. De F 650 was op asfalt in zijn element.

### F 650 ST
De F 650 ST (Strada) kwam in 1997 op de markt. Zoals uit de naam blijkt, was dit een echt straatmodel. Toch week de machine uiterlijk niet veel af van de originele F 650. Wel was een iets hoger ruitje gemonteerd en stond deze motorfiets op normale wegbanden. De zithoogte was iets lager, mede dankzij het iets kleinere voorwiel. In het kuipje was een klokje aangebracht.

### F 650 RR
BMW had in 1986 voor het laatst met een fabrieksteam deelgenomen aan de Dakar-rally. Dat gebeurde nog met de zware boxermotoren. Vanaf 1999 mochten uitsluitend eencilinders deelnemen aan deze rally, en met de F 650 had BMW natuurlijk een uitstekende kandidaat in huis. De machine werd opgevoerd tot ca. 80 pk en het eerste team uit 1998 bestond uit Edi Orioli, Oscar Gallardo, Jean Brucy. Voor de Ladies Cup werd Andrea Mayer ingeschreven. De machine werd van drie brandstoftanks voorzien, die samen 54 liter benzine konden bevatten. Er was ook gps aan boord. Richard Sainct won de rally met BMW in 1999 en 2000.

### F 650 GS
De F 650 GS kwam in 2000 op de markt, praktisch als opvolger van de F 650, die een jaar later uit productie ging. De GS was technisch sterk gewijzigd ten opzichte van zijn voorganger. De brandstoftank zat nu onder het zadel, de tankdop zat rechts achter op de motorfiets. Er was een hoog voorspatbord gemonteerd, waardoor het uiterlijk van een terreinmotor meer werd benaderd. Dit spatbord had de "snavel" vorm die ook de R 1100 GS kenmerkte. Het blok leverde ook iets meer vermogen: 50 pk in plaats van 48. De machine was nu ook uitgerust met brandstofinjectie, een katalysator en een airbox, die samen met de accu de voormalige plaats van de tank innam. Een antiblokkeersysteem was als optie leverbaar. Vanaf 2004 hadden de GS-modellen twee bougies.

### F 650 GS Dakar
Aansluitend op de successen in de Dakar-rally bracht BMW tegelijk met de F 650 GS een Dakarversie uit. Deze had grovere noppenbanden, langere veerwegen, handbeschermers en een grotere zithoogte. Zowel de GS als de Dakarversie werden in 2008 opgevolgd door de 800cc-tweecilinders: de F 650 GS, die wel degelijk 800 cc meet, en de F 800 GS.

### F 650 CS
De F 650 CS (City Scarver) kwam in augustus 2001 op de markt als opvolger van de straatgerichte F 650 ST. De CS was meer dan een opgewaardeerd model. De machine was grotendeels vernieuwd. Het motorblok was in grote lijnen dat van de F 650 GS, maar door een wijziging in de airbox leverde de machine een iets groter motorkoppel. De grootste technische wijziging was de tandriemaandrijving naar het achterwiel. De tank zat net als bij de GS onder het zadel, de dummytank bevatte de airbox en de accu. Het frame was vernieuwd. Qua ontwerp was de machine zeer modern uitgevoerd. Hij kreeg driespaaks gietwielen die op geen enkel ander model toegepast werden. In de dummytank zat een ruimte waarin de tanktas opgeborgen kon worden. Op de dummytank zaten bevestigingspunten voor deze speciale tanktas, maar die konden ook gebruikt worden voor een afsluitbare spin om een helm op te bergen of de plaatsing van een audioset compleet met twee boxen. De swingarm was vervangen door een enkelzijdige achterwielophanging. De monodemper maakte gebruik van een linksysteem. Alle bodypanelen waren verwisselbaar, waardoor de klant de kleur van zijn motorfiets kon wijzigen. De standaarduitrusting bevatte de tanktas en een bagagerek. Hierop konden twee tassen (softbags) geplaatst worden, die aan elkaar geritst een rugzak vormden. Een onderkuipje was als extra leverbaar. Verder accessoires waren: boordcomputer, anti-diefstalsysteem, 12 voltaansluiting, afdekhoes, antiblokkeersysteem en handvatverwarming. Daarnaast bracht BMW voor CS-berijders een complete kledinglijn op de markt.

### F 650 CS 80th Anniversary Limited Edition
In 2003 vierde BMW Motorrad het 80-jarige bestaan. Ter gelegenheid daarvan kwamen drie "Limited Editions" uit: de F 650 CS, de R 1150 R Rockster 80th Anniversary Limited Edition en de K 1200 LT 80th Anniversary Limited Edition. Van de F 650 CS kwamen vijftig stuks naar Nederland. Ze werden geleverd met een schaalmodel, een mp3-speler, het BMW-audiosysteem met actieve luidsprekers en helmaansluiting, een certificaat en een plaquette. Technisch waren er geen wijzigingen ten opzichte van de "normale" F 650 CS.

## Productie in Manaus
Eind 2009 werd in Manaus (Brazilië) bij het bedrijf DAFRA de productie van de F 650 GS voor de binnenlandse Braziliaanse markt opgestart.

## Technische gegevens
|                    | F 650                       | F 650 ST                    | F 650 RR                    | F 650 GS                    | F 650 GS Dakar              | F 650 CS                    |                             |
| ------------------ | --------------------------- | --------------------------- | --------------------------- | --------------------------- | --------------------------- | --------------------------- | --------------------------- |
| Periode            | 1993-2000                   | 1996-2000                   | 1999-                       | 2000-2007                   | 2000-2007                   | 2001-2007                   |                             |
| Productieaantal    | 51.405                      | 12.934                      | onbekend                    | onbekend                    | onbekend                    | onbekend                    |                             |
| Categorie          | allroad                     | toermotor                   | enduromotor                 | allroad                     | allroad                     | toermotor                   |                             |
| Motortype          | kopklepmotor                | kopklepmotor                | kopklepmotor                | kopklepmotor                | kopklepmotor                | kopklepmotor                | kopklepmotor                |
| Bouwwijze          | dwarsgeplaatste eencilinder | dwarsgeplaatste eencilinder | dwarsgeplaatste eencilinder | dwarsgeplaatste eencilinder | dwarsgeplaatste eencilinder | dwarsgeplaatste eencilinder | dwarsgeplaatste eencilinder |
| boring             | 100 mm                      | 100 mm                      | 100 mm                      | 100 mm                      | 100 mm                      | 100 mm                      | 100 mm                      |
| slag               | 83 mm                       | 83 mm                       | 83 mm                       | 83 mm                       | 83 mm                       | 83 mm                       | 83 mm                       |
| Cilinderinhoud     | 652 cc                      | 652 cc                      | 652 cc                      | 652 cc                      | 652 cc                      | 652 cc                      | 652 cc                      |
| Max. Vermogen      | 35 kW/48 pk                 | 35 kW/48 pk                 | 55 kW/75 pk                 | 37 kW/50 pk                 | 37 kW/50 pk                 | 37 kW/50 pk                 |                             |
| Topsnelheid        | 163 km/h                    | 163 km/h                    | onbekend                    | 166 km/h                    | 166 km/h                    | 175 km/h                    |                             |
| Aandrijving        | ketting, CS riemaandrijving | ketting, CS riemaandrijving | ketting, CS riemaandrijving | ketting, CS riemaandrijving | ketting, CS riemaandrijving | ketting, CS riemaandrijving | ketting, CS riemaandrijving |
| Rijwielgedeelte    | enkel wiegframe             | enkel wiegframe             | enkel wiegframe             | enkel wiegframe             | enkel wiegframe             | enkel wiegframe             | enkel wiegframe             |
| Leeg gewicht       | 191 kg                      | 191 kg                      | 191 kg                      | 168 kg (drooggewicht)       | 177 kg                      | 187 kg                      |                             |
| Max. totaalgewicht | 371 kg                      | 371 kg                      | onbekend                    | 380 kg                      | 380 kg                      | 370 kg                      |                             |
| Tankinhoud         | 17,5 liter                  | 17,5 liter                  | 45 liter                    | 17,5 liter                  | 17,5 liter                  | 15 liter                    |                             |